# آن لامبرت
آن لامبرت هي كاتبة مسرحية وكاتِبة كندية، ولدت في 1957.